# Saint-Ferréol-des-Côtes

Saint-Ferréol-des-Côtes este o comună în departamentul Puy-de-Dôme, Franța. În 1 ianuarie 2022 avea o populație de 549 de locuitori.